# 469 př. n. l.

## Narození
- Sókratés, řecký filozof

## Hlava státu
- Perská říše – Xerxés I. (486 – 465 př. n. l.)
- Egypt – Xerxés I. (486 – 465 př. n. l.)
- Sparta – Pleistarchos (480 – 458 př. n. l.) a Leótychidás II. (491 – 469 př. n. l.) » Archidámos II. (469 – 427 př. n. l.)
- Athény – Demotion (470 – 469 př. n. l.) » Apsephion (469 – 468 př. n. l.)
- Makedonie – Alexandr I. (498 – 454 př. n. l.)
- Epirus – Admetus (470 – 430 př. n. l.)
- Římská republika – konzulé T. Numicius Priscus a A. Verginius Caeliomontanus (469 př. n. l.)
- Syrakusy – Hiero I. (478 – 466 př. n. l.)
- Kartágo – Hanno II. (480 – 440 př. n. l.)